# 帕西淮
帕西淮（古希腊语：Πασιφάη, 转写： Pasipháē）。古希腊神话女性人物之一。赫利俄斯之女，克里特岛米诺斯王之妻。阿里阿德涅之母。米诺斯王与波塞冬发生矛盾后，波塞冬遂诱使其怀孕生下牛头人身弥诺陶洛斯。后为阿里阿德涅与雅典王子忒修斯合谋所杀。其事迹常反映于相关古典作家之著述中。

## 扩展阅读
- Kerenyi, Karl. The Gods of the Greeks, 1951.
- Graves, Robert. The Greek Myths, (1955) 1960.
- Ruck, Carl A.P.,  and Danny Staples, The World of Classical Myth 1994.
- 威廉·史密斯; Dictionary of Greek and Roman Biography and Mythology, London (1873). "Past'piiae"  （页面存档备份，存于）